# Córrego do Bom Jesus
Córrego do Bom Jesus là một đô thị thuộc bang Minas Gerais, Brasil. Đô thị này có diện tích 123,263 km², dân số năm 2007 là 3724 người, mật độ 30,4 người/km².